# Instruções de Kagemni
Instruções de Kagemni é um texto educacional egípcio antigo da literatura de sabedoria que pertence ao gênero sebayt ("ensino"). Embora a evidência mais adiantada de sua compilação data do Império Médio do Egito, sua autoria tem sido tradicionalmente ainda dubiosamente atribuída a Kagemni, um vizier que servisse durante o reino do faraó Seneferu (r. 2613–2589 a.C), fundador da IV dinastia egípcia (pertencente ao Império Antigo).

## Datação

Uma seção do Papiro Prisse, escrito em texto hierático cursivo

A fonte conhecida mais antiga para as Instruções de Kagemni é o Papiro Prisse. Este texto data do final da XII dinastia do Império Médio do Egito (talvez durante o reinado de Amenemés II de 1929 a.C. a 1895 a.C., ou um pouco mais tarde na XII dinastia). Está escrito na língua egípcia média e em um estilo arcaico de hierático cursivo.

## Conteúdo
Somente o fim deste texto didático sobreviveu; no papiro Prisse, é seguido pela versão completa das Máximas de Ptahhotep. É desconhecido quanto do texto do seu início está realmente perdido. Kagemni, que o texto menciona como um vizir sob Seneferu, talvez esteja baseado em outro vizir chamado Kagemni que viveu durante a VI dinastia egípcia. Kagemni é sugerido como sendo o aluno em vez do professor de virtudes e moral no texto, e tem sido proposto por estudiosos que seu pai era Kaire, um sábio mencionado no Elogio de Escritores Mortos (Papyrus Chester Beatty IV) do período Raméssida. Embora a autoria do texto seja atribuída a Kagemni, era comum que textos de sabedoria egípcia antiga fossem falsamente atribuídos a figuras históricas de prestígio de épocas muito anteriores.
Escrito como um guia pragmático de aconselhamento para o filho de um visir, as Instruções de Kagemni são semelhantes às Máximas de Ptahhotep. Difere de textos de ensino posteriores como a Instrução de Amenemope, que enfatiza a piedade, e as Instruções de Amenemés, que William Simpson (professor emérito de egiptologia na Universidade Yale) descreveu como um "fragmento político moldado na forma de instrução". Kagemni aconselha que se deve seguir um caminho de modéstia e moderação, o que contrasta com coisas a evitar: orgulho e gula. Em Kagemni, o "homem silencioso" que é modesto, calmo e pratica o autocontrole é visto como o mais virtuoso; este tipo de pessoa é mais tarde contrastado com o seu oposto polar, o "homem aquecido", em Amenemope. Segundo Miriam Lichtheim, o virtuoso "homem silencioso" descrito pela primeira vez em Kagemni "estava destinado a um papel importante na moralidade egípcia".